# Jihan Shah
Jîhân ou Jahan Shah, également Djahanshah (tué à Kighi le 11 novembre 1467), souverain de la confédération des Turkmènes « Moutons Noirs » ou Qara Qoyunlu (Kara Koyunlu) de 1438 à 1467.

## Biographie
Fils cadet de Kara Youssouf, il n’hérite à la mort de son père que de quelques territoires centrés autour du Lac de Van.
Dès 1434 il est par proclamé chef du clan des Moutons Noirs par son suzerain le Timouride Shah Rukh Il ne peut toutefois prendre le pouvoir qu’après la défaite à Tabriz en 1438 de son frère Iskandar qui est peu après assassiné par son fils.
C’est pendant le règne de Jihan Shah que le territoire des Qara Qoyunlu devient un vaste empire et que sa prospérité atteint son apogée. En 1445 il annexe l’Irak-Arabi et en 1447 après la disparition de Shah Rukh il prend le contrôle des villes de Sultaniya et de Qazvin, puis de Ravy et enfin d’Ispahan ainsi que du Fars et du Kirmân.
En 1458 Jahan Shah mène une expédition dans le Khorassan, il occupe Herat en juillet mais le Timouride Abou Said, qui s’était retiré à Balkh, inflige une sanglante défaite sur les bords du Mourghab à son fils Pir Budak surtout, liée à la trahison de son frère Hasan Ali. 
Jihan Shah doit signer avec Abu Saïd en décembre 1458 un traité d’amitié qui lui vaut confirmation de sa souveraineté sur les territoires conquis. Il atteint alors l’apogée de sa puissance et porte les titres de « Khan », « Khakan » et de « Sultan ». Sous son règne, le domaine des Qara Qoyunlu devient ainsi le 4e grand État islamique de la région
Parallèlement à sa renommée de souverain et de guerrier, l’organisation politique et administrative de son État atteint également un haut niveau de développement. Il encourage la culture et la science et laisse le souvenir d’un grand bâtisseur. Homme de grande culture, il compose des poèmes en turc et en persan sous le nom de Khakik.
En 1467, l’expédition de Jihan Shah contre la horde turcomane rivale des Aq Qoyunlu ou Moutons Blancs, établie à Diyarbakır et conduite par Uzun Hasan, s’achève en désastre qui scelle le destin de son empire.
Jihan Shah ainsi que son fils Muhammadi sont surpris et tués le 11 novembre 1467 à Kighi entre Mouch et Erzindjân. Son autre fils Yusuf est aveuglé par le vainqueur. Son héritier potentiel Pir Budak ayant été exécuté en 1466, c’est finalement Hasan Ali, emprisonné depuis neuf ans, qui est placé sur le trône des Qara Qoyunlu, dont l’empire ne survivra pas à Jihan Shah.

## Postérité
Jihan Shah avait au moins six fils :
- Farrukhzad
- Abu l’Kasim mort en 1468 ;
- Abu Yusuf aveuglé en 1467 et mis à mort en 1469 ;
- Muhammadi tué en 1467 ;
- Pir Budak exécuté par son père en 1466 ;
- Hasan Ali se suicide en 1469.